# 문화유산국민신탁
문화유산국민신탁(文化遺産國民信託, The National Trust for Cultural Heritage)은 보전가치가 있는 문화유산을 취득·보전·관리·활용하여 문화유산에 대한 민간의 자발적인 보전·관리활동의 촉진과 문화유산 보전·관리를 위한 정부나 지방자치단체와의 협력에 이바지함을 목적으로 2007년에 설립된 단체이다.

## 설립 근거
- 문화유산과 자연환경자산에 관한 국민신탁법 제3조[4]

## 연혁
- 2006년 3월 23일 문화유산과 자연환경자산에 관한 국민신탁법 제정
- 2006년 5월 23일 문화유산국민신탁설립위원회 발족 (위원장 김종규)
- 2006년 9월 13일 문화유산국민신탁 사무국 구성
- 2007년 3월 20일 문화유산국민신탁 창립총회 (국립고궁박물관)
- 2007년 3월 25일 문화유산과 자연환경자산에 관한 국민신탁법 발효. 문화유산국민신탁 출범 (초대 유영구 이사장 취임)
- 2007년 4월 13일 법인 설립 등기
- 2007년 7월 19일 문화유산국민신탁 자문위원 위촉
- 2008년 7월 17일 舊 보성여관 관리단체 지정 (문화재청)
- 2008년 8월 11일 이영관 가옥 관리단체 지정 (문화재청)
- 2008년 8월 27일 제1차 보전대상문화유산 목록화작업 완료 (수도권 318건)
- 2010년 3월 10일 국내외 문화재 긴급매입단체 지정 (문화재청) 명성황후 서한 경매 긴급매입 완료 (총 8점)
- 2010년 3월 26일 제2대 김종규 이사장 취임
- 2010년 8월 25일 INTO(세계국민신탁협회) 회원단체 가입 완료
- 2010년 8월 29일 사무국 덕수궁 중명전 이전 및 중명전전시관 운영 개시
- 2010년 12월 22일 경주 윤경렬 옛집 매입 완료
- 2011년 동래정씨 동래군파 종택 외 전답 등 국민신탁 체결
- 2011년 7월 28일 울릉역사문화체험센터 개관 (경상북도 울릉군 도동리)
- 2012년 6월 7일 보성여관 개관 (전라남도 보성군 벌교읍)
- 2012년 8월 20일 주 미국 대한제국공사관 매매계약 체결

## 조직

### 총회
- 감사

#### 이사회

##### 운영위원회
- 자문위원회
- 사무국
  - 기획홍보팀
  - 보전관리팀
  - 회원관리팀
  - 협력지원팀

## 자산 현황
| 구분         | 자산 명칭                                              | 소재지                                     | 취득일 | 총면적   |
| ------------ | ------------------------------------------------------ | ------------------------------------------ | ------ | -------- |
| 위탁재산     | 구 보성여관 (등록문화재 제132호)                       | 전라남도 보성군 벌교읍 벌교리 640-2        | 2008년 | 529m2    |
| 위탁재산     | 울릉 도동리 일본식가옥 (등록문화재 제235호)            | 경상북도 울릉군 울릉읍 도동리 142 외 1필지 | 2008년 | 506m2    |
| 위탁재산     | 부산 정란각 (등록문화재 제330호)                       | 부산광역시 동구 수정동 1010, 1009-9        | 2010년 | 682m2    |
| 보전재산     | 이상 옛집 터                                           | 서울특별시 종로구 통인동 154-10            | 2009년 | 75.3m2   |
| 보전재산     | 윤경렬 옛집                                            | 경상북도 경주시 인왕동 268-2, 268-3        | 2010년 | 846m2    |
| 보전재산     | 군포 동래정씨 동래군파 종택 (경기도 문화재자료 제95호) | 경기도 군포시 속달동 24-4                  | 2011년 | 1,991m2  |
| 지정기탁재산 | 윤경렬 옛집 주변농지                                   | 경상북도 경주시 인왕동 267-3               | 2011년 | 301m2    |
| 지정기탁재산 | 군포 동래정씨 동래군파 주변농지                        | 경기도 군포시 속달동                       | 2011년 | 16,015m2 |

## 같이 보기
- 국민신탁
- 한국내셔널트러스트
- 자연환경국민신탁